# Drymoluber dichrous
Espèce
Synonymes
- Herpetodryas dichroa Peters, 1863
- Spilotes piceus Cope, 1868

Drymoluber dichrous est une espèce de serpents de la famille des Colubridae.

## Répartition
Cette espèce se rencontre :
- en Bolivie ;
- dans le nord du Brésil, États d'Alagoas, d'Espírito Santo, de Minas Gerais et de Pará ;
- en Colombie ;
- en Équateur ;
- en Guyane ;
- dans l'est du Pérou ;
- au Venezuela, État d'Amazonas.

## Description
Drymoluber dichrous est une couleuvre de taille moyenne, mesurant généralement moins d'un mètre. Sa coloration est brun, verdâtre avec le ventre jaune vif. Les jeunes individus sont très nettement différents, ils sont bruns, avec une succession d'anneaux plus clairs. 

## Biologie
C'est un serpent ovipare. Il s'active pendant la journée, principalement au sol, et dort parfois en hauteur de nuit.

## Publication originale
- Peters, 1863 : Über einige neue oder weniger bekannte Schlangenarten des zoologischen Museums zu Berlin. Monatsberichte der Königlich Preussischen Akademie der Wissenschaften zu Berlin, vol. 1863, p. 272-289 (texte intégral).